# Cantonul Mulhouse-Nord
Cantonul Mulhouse-Nord este un canton din arondismentul Mulhouse, departamentul Haut-Rhin, regiunea Alsacia, Franța.